# Deadly Illusions
 (juillet 2022).
Si vous disposez d'ouvrages ou d'articles de référence ou si vous connaissez des sites web de qualité traitant du thème abordé ici, merci de compléter l'article en donnant les références utiles à sa vérifiabilité et en les liant à la section « Notes et références ».
Pour plus de détails, voir Fiche technique et Distribution.
Deadly Illusions est un thriller dramatique américain écrit et réalisé par Anna Elizabeth James, sorti en 2021.

## Synopsis
Mary Morrison, auteure à succès de romans à suspense, est mariée à Tom avec qui elle a deux jeunes enfants. Son éditeur, lui demandant d'écrire un autre livre, offre une avance de deux millions de dollars ; elle refuse d'abord, mais doit accepter après que Tom lui ait confié qu'il avait perdu la moitié de leur succession sur un investissement risqué. Elaine, l'amie de Mary, suggère d'embaucher une nounou pour aider les enfants pendant qu'elle écrit et, après quelques entretiens, elle emploie Grace.
Mary commence à avoir ce qui semble être des fantasmes sexuels à propos de Grace. Elle semble également rêver que Grace et Tom se livrent à une activité sexuelle dans la cuisine, mais ne sait dire si c'est réel ou si c'est son imagination qui travaille.
Peu après, Mary appelle l'agence de nounous pour lui demander pourquoi ils n'ont pas encore encaissé son chèque, et ils lui disent que c'est parce qu'elle ne leur a pas répondu de son choix de nounou. Mary demande s'ils ont une nounou appelée Grace à leur service et ils disent non.
Mary va voir son amie Elaine et la trouve morte avec une paire de ciseaux dans le cou. En contactant la police, à sa grande surprise et horreur, elle apprend qu'elle est le principal suspect du meurtre. La police révèle qu'il y a beaucoup de preuves incriminantes, y compris une vidéo de ce qui semble être Mary arrivant à la maison d'Elaine, bien que son visage soit masqué avec un foulard et des lunettes de soleil. Il y aussi son manuscrit qui raconte un meurtre avec des ciseaux.
Mary se rend ensuite dans la ville natale de Grace, rendant visite à sa tante, qui révèle que Grace a été maltraitée par ses parents lorsqu'elle était enfant et qu'elle-même a également eu un comportement étrange. Mary appelle Tom pour l'avertir de se méfier de Grace mais il ne répond pas. À la maison, il est sous la douche quand Grace entre vêtue de lingerie et brandissant un grand couteau. En pleine crie de schizophrénie, elle attaque Tom, Mary arrive à la maison. Grace prétend ne pas savoir ce qui s'est passé, répétant à plusieurs reprises : « Je ne pouvais pas l'arrêter ». Les deux femmes se battent, Mary parvient à assommer Grace.
Un an plus tard, Mary et sa famille sont ensemble. Mary emmène le manuscrit fini de son nouveau livre sur la tombe d'Elaine et le laisse là, car c'est Elaine qui l'a encouragée à recommencer à écrire. Elle va ensuite rendre visite à Grace dans un hôpital psychiatrique. Le film se termine avec « Mary » quittant l'hôpital, le visage masqué par un foulard et des lunettes de soleil, comme dans la vidéo de police du meurtrier d'Elaine.

## Fiche technique
- Titre : Deadly Illusions
- Réalisation :  Anna Elizabeth James
- Scenario : Anna Elizabeth James
- Production : Greer Grammer,  Shanola Hampton, Anna Elizabeth James
- Photographie : Mike McMillin
- Musique : Drum & Lace (en)
- Date de sortie : États-Unis : 18 mars 2021
- Durée : 114 minutes
- Pays :  États-Unis
- Langue : Anglais

## Distribution
- Kristin Davis : Mary Morrison
- Dermot Mulroney : Tom Morrison
- Greer Grammer : Grace
- Shanola Hampton : Elaine